# Bokel, Cuxhaven
Bokel (Landkreis Cuxhaven) este o comună din landul Saxonia Inferioară, Germania.